# Juan Carlos Galarraga
Juan Carlos Galarraga (Monte Caseros, Corrientes, Argentina, 2 de julio de 1987) es un futbolista profesional argentino. Actualmente juega para Gimnasia de Concepción del Uruguay en el Torneo Argentino A. 

## Clubes
| Club              | País      | Año           |
| ----------------- | --------- | ------------- |
| Talleres (C)      | Argentina | 2008-2010     |
| Sportivo Belgrano | Argentina | 2010-presente |

- Datos: Q5948302